# Чемпіонат світу з біатлону 2025
Чемпіонат світу з біатлону 2025 — 58-й чемпіонат світу з біатлону, що відбувся з 12 по 23 лютого 2025 року на Роланд Арені в швейцарському Ленцергайде.
Змагання були апогеєм Кубка світу з біатлону 2024–25, але їхні результати не враховувалися в заліку кубка (крім кубка націй). Програма складалася з 12 дисциплін: спринту, персьюту, індивідуальної гонки, мас-старту та естафет для чоловіків та жінок, одиночної змішаної естафети та змішаної естафети.

## Підсумок

### Таблиця медалей
*   Країна-господарка ( Швейцарія)
| Місце               | Країна              | Золото | Срібло | Бронза | Загалом |
| ------------------- | ------------------- | ------ | ------ | ------ | ------- |
| 1                   | Франція             | 6      | 2      | 5      | 13      |
| 2                   | Норвегія            | 4      | 3      | 2      | 9       |
| 3                   | Швеція              | 1      | 2      | 1      | 4       |
| 4                   | Німеччина           | 1      | 1      | 3      | 5       |
| 5                   | США                 | 0      | 2      | 0      | 2       |
| 6                   | Італія              | 0      | 1      | 0      | 1       |
| 6                   | Чехія               | 0      | 1      | 0      | 1       |
| 8                   | Фінляндія           | 0      | 0      | 1      | 1       |
| Загалом (8 збірних) | Загалом (8 збірних) | 12     | 12     | 12     | 36      |

### Чоловіки
| Дисципліна             | Золото                                                                       | Золото                                        | Срібло                                                        | Срібло                                                    | Бронза                                                            | Бронза                                                    |
| ---------------------- | ---------------------------------------------------------------------------- | --------------------------------------------- | ------------------------------------------------------------- | --------------------------------------------------------- | ----------------------------------------------------------------- | --------------------------------------------------------- |
| Спринт 10 км           | Йоганнес Тінгнес Бо Норвегія                                                 | 21:56.8 (0+0)                                 | Кемпбелл Райт США                                             | 22:24.5 (0+0)                                             | Кантен Фійон Майє Франція                                         | 22:33.8 (1+0)                                             |
| Переслідування 12,5 км | Йоганнес Тінгнес Бо Норвегія                                                 | 32:26.9 (1+0+1+0)                             | Кемпбелл Райт США                                             | 32:35.5 (1+0+0+0)                                         | Ерік Перро Франція                                                | 32:47.7 (0+1+0+0)                                         |
| Індивідуалка 20 км     | Ерік Перро Франція                                                           | 47:58.1 (0+1+0+0)                             | Томмазо Джакомель Італія                                      | 48:50.5 (0+0+0+1)                                         | Кантен Фійон Майє Франція                                         | 49:57.6 (2+0+1+0)                                         |
| Естафета 4х7,5 км      | Норвегія Ендре Стремсгейм Тар'єй Бо Стурла Гольм Легрейд Йоганнес Тінгнес Бо | 1:18:18.1 (0+2) (0+0) (0+0) (0+2) (0+0) (0+0) | Франція Емільєн Клод Фаб'єн Клод Ерік Перро Кантен Фійон Майє | 1:19:00.0 (0+0) (0+1) (0+1) (0+2) (0+1) (0+0) (0+1) (0+1) | Німеччина Філіпп Наврат Даніло Рітмюллер Йоганнес Кюн Філіпп Горн | 1:19:54.0 (0+1) (0+3) (0+1) (0+2) (0+0) (0+0) (0+3) (0+0) |
| Мас-старт 15 км        | Ендре Стремсгейм Норвегія                                                    | 38:22.6 (1+0+0+0)                             | Стурла Гольм Легрейд Норвегія                                 | 38:35.0 (2+0+0+0)                                         | Йоганнес Тінгнес Бо Норвегія                                      | 38:35.3 (1+1+2+0)                                         |

### Жінки
| Event                | Золото                                                         | Золото                                                    | Срібло                                                                                              | Срібло                                                    | Бронза                                                           | Бронза                                                    |
| -------------------- | -------------------------------------------------------------- | --------------------------------------------------------- | --------------------------------------------------------------------------------------------------- | --------------------------------------------------------- | ---------------------------------------------------------------- | --------------------------------------------------------- |
| Спринт 7,5 км        | Жустін Бреза-Буше Франція                                      | 22:08.7 (1+0)                                             | Франциска Пройс Німеччина                                                                           | 22:18.5 (0+1)                                             | Суві Мінккінен Фінляндія                                         | 22:18.7 (0+0)                                             |
| Переслідування 10 км | Франциска Пройс Німеччина                                      | 26:58.9 (0+0+0+0)                                         | Ельвіра Еберг Швеція                                                                                | 27:38.0 (0+0+0+1)                                         | Жустін Бреза-Буше Франція                                        | 27:39.8 (1+0+1+1)                                         |
| Індивідуалка 15 км   | Жулья Сімон Франція                                            | 41:27.7 (0+0+0+1)                                         | Елла Гальварссон Швеція                                                                             | 42:05.5 (0+0+0+0)                                         | Лу Жанмонно Франція                                              | 42:06.9 (1+0+0+0)                                         |
| Естафета 4х6 км      | Франція Лу Жанмонно Осеан Мішлон Жустін Бреза-Буше Жулья Сімон | 1:07:26.5 (0+0) (0+0) (0+0) (0+1) (0+2) (0+1) (0+0) (0+0) | Норвегія Каролін Оффігстад Кноттен Інгрід-Ланнмарк Тандреволл Рагнгільд Фемстейневік Марен Кіркейде | 1:08:30.7 (0+0) (0+0) (0+2) (1+3) (0+0) (0+2) (0+0) (0+1) | Швеція Анна Магнуссон Елла Гальварссон Ганна Еберг Ельвіра Еберг | 1:09:11.0 (0+1) (0+0) (0+1) (0+2) (0+0) (0+0) (1+3) (0+1) |
| Мас-старт 12,5 км    | Ельвіра Еберг Швеція                                           | 40:32.3 (1+1+0+0)                                         | Осеан Мішлон Франція                                                                                | 40:41.7 (1+1+1+0)                                         | Марен Кіркейде Норвегія                                          | 40:48.8 (2+0+1+0)                                         |

### Змішані
| Дисципліна                           | Золото                                                    | Золото                                                    | Срібло                                                                  | Срібло                                                    | Бронза                                                               | Бронза                                                    |
| ------------------------------------ | --------------------------------------------------------- | --------------------------------------------------------- | ----------------------------------------------------------------------- | --------------------------------------------------------- | -------------------------------------------------------------------- | --------------------------------------------------------- |
| Одиночна змішана естафета 4х6 км Ж+Ч | Франція Жулья Сімон Лу Жанмонно Ерік Перро Емільєн Жаклен | 1:04:41.5 (0+1) (0+0) (0+0) (0+1) (0+0) (0+0) (0+1) (1+3) | Чехія Джессіка Їслова Тереза Воборнікова Вітезслав Горніг Міхал Крчмарж | 1:05:55.3 (0+0) (0+1) (0+2) (0+0) (0+0) (0+3) (0+1) (0+2) | Німеччина Селіна Гротіан Франциска Пройс Філіпп Наврат Юстус Штрелов | 1:05:59.9 (0+2) (0+2) (0+1) (0+1) (0+2) (0+3) (0+0) (0+0) |
| Змішана естафета 6 км Ж + 7,5 км Ч   | Франція Жулья Сімон Кантен Фійон Майє                     | 35:25.1 (0+0) (0+0) (0+1) (0+2) (0+2) (0+1) (0+0) (0+1)   | Норвегія Рагнгільд Фемстейневік Йоганнес Тінгнес Бо                     | 35:30.8 (0+3) (0+2) (0+2) (0+1) (0+1) (0+2) (0+1) (0+3)   | Німеччина Франциска Пройс Юстус Штрелов                              | 35:33.4 (0+0) (0+2) (0+0) (0+0) (0+1) (0+0) (0+0) (0+1)   |